# Thugny-Trugny
Thugny-Trugny település Franciaországban, Ardennes megyében. Lakosainak száma 248 fő (2022. január 1.). Thugny-Trugny Annelles, Biermes, Coucy, Doux, Perthes, Rethel és Seuil községekkel határos.

## Népesség
A település népessége az elmúlt években az alábbi módon változott:
| Lakosok száma | 259  | 220  | 227  | 218  | 241  | 256  | 266  | 273  | 265  | 248  |
|               | 1968 | 1982 | 1990 | 2006 | 2013 | 2015 | 2017 | 2019 | 2020 | 2022 |